# فرودگاه کنستانتین بزرگ در نیش
فرودگاه کنستانتین بزرگ در نیش (به انگلیسی: Niš Constantine the Great Airport) (به زبان بومی: Аеродром Ниш - Константин Велики) یک فرودگاه نظامی و همگانی مسافربری با کد یاتا INI است که یک باند فرود آسفالت دارد و طول باند آن ۲۵۰۰ متر است. این فرودگاه در شهر نیش کشور صربستان قرار دارد.